# Ильинов, Александр Сергеевич
Александр Сергеевич Ильинов (род. 1944) — советский учёный-физик, кандидат физико-математических наук, физик-теоретик. Известен как автор научно-популярной литературы.

## Биография
Родился в 1944 году.
Окончил физико-технический факультет Томского политехнического института в 1968 году.
А. С. Ильинов занимался теорией ядерных реакций, являлся сотрудником Института ядерных исследований АН СССР.
А. С. Ильинов — автор 70 научных работ, один из авторов открытия 106-го и 107-го элементов.

### Религиозная деятельность
В настоящее время является настоятелем
Никольского храма в с. Каменское Наро-Фоминского района Московской области
Духовное образование — семинария 2005 год; МДС.
Хиротонисан — 15 апреля 1999 года — архиепископом Можайским Григорием в Никольском храме г. Наро-Фоминска.
День тезоименитства — 12 сентября.

## Звания и награды
- 2010 — сан протоиерея;
- 2007 — наперсный крест;
- 2004 — орден преподобного Сергия Радонежского III степени;
- 2002 — камилавка;
- 2001 — набедренник.
- Грамота благодарственная.

## Публикации
- Флёров Г. Н., Ильинов А. С. На пути к сверхэлементам. — М.: Педагогика, 1982. — 128 с. — 100 000 экз.